# Charles Cyphers
Charles George Cyphers, född 28 juli 1939 i Niagara Falls i delstaten New York, död 4 augusti 2024 i Tucson i Arizona, var en amerikansk skådespelare. Han var bland annat känd för rollen som polissheriffen Leigh Brackett, i John Carpenters skräckfilm Alla helgons blodiga natt från 1978. Han repriserade även denna roll i uppföljaren Alla helgons blodiga natt 2 från 1981, samt i den näst senaste filmen Halloween Kills från 2021.

## Filmografi (i urval)

### Filmer
- 1974 – Truck Turner
- 1976 – Attack mot polisstation 13
- 1977 – Generalen
- 1978 – Hemkomsten
- 1978 – Fångade i djupet
- 1978 – Alla helgons blodiga natt
- 1978 – Förföljd (TV-film)
- 1979 – Elvis (TV-film)
- 1979 – Ensam men stark
- 1979 – Polisbil 6-Z-4 svarar inte
- 1980 – Dimman
- 1980 – Den djävulska gränsen
- 1981 – Flykten från New York
- 1981 – Alla helgons blodiga natt 2
- 1982 – Death Wish II
- 1982 – Honkytonk Man
- 1986 – Hunter's Blood
- 1987 – Big Bad Mama II
- 1989 – Värsta gänget
- 1989 – På gränsen
- 1993 – Laddat vapen 1
- 1995 – Överlagt mord
- 2021 – Halloween Kills

### TV-serier
- 1972–1973 – Cannon (TV-serie)
- 1976 – The Six Million Dollar Man (TV-serie)
- 1976 – The Bionic Woman (TV-serie)
- 1976–1979 – Starsky och Hutch (TV-serie)
- 1977 – Charlies änglar (TV-serie)
- 1977 – Rötter (TV-serie)
- 1979–1984 – The Dukes of Hazzard (TV-serie)
- 1979 – På första sidan (TV-serie)
- 1981 – Par i hjärter (TV-serie)
- 1982 – Benson (TV-serie)
- 1984 – Airwolf (TV-serie)
- 1985–1987 – Spanarna på Hill Street (TV-serie)
- 1986 – Matlock (TV-serie)
- 1987 – Dallas (TV-serie)
- 1987 – Santa Barbara (TV-serie)
- 1987 – Simon & Simon (TV-serie)
- 1988 – Rätt i natten (TV-serie)
- 1988 – China Beach (TV-serie)
- 1988 – 21 Jump Street (TV-serie)
- 1989 – Freddy's Nightmares (TV-serie)
- 1989 – Rättvisans män (TV-serie)
- 1990 – The Outsiders (TV-serie)
- 1991 – Mord och inga visor (TV-serie)
- 1993 – Renegade (TV-serie)
- 1993 – Lois & Clark (TV-serie)
- 1994 – seaQuest DSV (TV-serie)
- 1995 – Sliders (TV-serie)
- 1995 – Seinfeld (TV-serie)
- 1995 – Cityakuten (TV-serie)
- 1995 – På heder och samvete (TV-serie)
- 1996 – Murder One (TV-serie)
- 1998 – Buffy och vampyrerna (TV-serie)